# محوطه تپه تنگ ۲
محوطه تپه تنگ ۲ مربوط به دوره هخامنشی - دوره اشکانیان است و در شهرستان کوهرنگ، بخش مرکزی، دهستان شوراب تنگزی، ۵/۳ کیلومتری جنوب و شرق چلگرد به خط مستقیم، غرب رودخانهٔ چم سوخته واقع شده و این اثر در تاریخ ۲۷ اسفند ۱۳۸۷ با شمارهٔ ثبت ۲۶۳۳۳ به‌عنوان یکی از آثار ملی ایران به ثبت رسیده است.